# Pholadicola
Pholadicola is een geslacht van eenoogkreeftjes uit de familie van de Clausidiidae. 
De wetenschappelijke naam van het geslacht is voor het eerst geldig gepubliceerd in 1992 door Ho & Wardle.

## Soorten
- Pholadicola intestinalis Ho & Wardle, 1992